# Reserva indígena Sierra del Divisor Occidental
La Reserva indígena Sierra del Divisor Occidental es un área de protección en Perú para pueblos indígenas en situación de aislamiento y contacto inicial (PIACI). Fue creada mediante Decreto Supremo 004-2024-MC el 22 de mayo de 2024 y tiene una superficie de 515 114.73 ha. Se encuentra en los distritos de Vargas Guerra, Contamana y Padre Márquez de la provincia de Ucayali y en los distritos de Maquía, Alto Tapiche y Emilio San Martín de la provincia de Requena (departamento de Loreto); así como en el distrito de Callería de la provincia de Coronel Portillo (departamento de Ucayali). El área busca la protección de los derechos, territorio y condiciones que aseguren la existencia e integridad de los pueblos indígenas en situación de aislamiento mayoruna, isconahua y kapanawa.
La solicitud para la creación de la Reserva Indígena Sierra del Divisor Occidental fue presentada por la Asociación Interétnica de Desarrollo de la Selva Peruana (AIDESEP) y la Federación de Comunidades Nativas del Bajo Ucayali (FECONBU) ante el Estado peruano en el 2005. En 2013 se emitió la calificación técnica favorable para la categorización de la reserva indígena por parte Ministerio de Cultura.